# Успавана долина (филм)
Успавана долина (енгл. Sleepy Hollow) је натприродни хорор филм из 1999. године, режисера Тима Бертона, лабаво заснован на причи „Легенда о Успаваној долини” Вашингтона Ирвинга. Главне улоге у филму тумаче Џони Деп, Кристина Ричи, Миранда Ричардсон, Мајкл Гамбон, Каспер ван Дин и Џефри Џоунс, а радња прати полицијског иследника Икабода Крејна, који је послат из Њујорка да истражи серију убистава у селу Слипи Холоу, која је починио мистериозни Безглави коњаник.
Развој филма је започео 1993. године у продукцији студија Paramount Pictures, с тим што је Кевин Јегер првобитно требало да режира филм, према сценарију Ендруа Кевина Вокера, као нискобуџетни слешер. Неслагања са студијом довела су до тога да Јегер буде лишен режије и пребачен на позицију дизајнера протетичке шминке, а Тим Бертон је ангажован као редитељ у јуну 1998. године. Снимање је трајало од новембра 1998. до маја 1999. године. Филм је снимљен у међународној копродукцији између Немачке и Сједињених Америчких Држава.
Филм је премијерно приказан 17. новембра 1999. у Холивуду, док је у америчким биоскопима објављен два дана касније. Критичари су га углавном позитивно оценили, хвалећи глуму, режију, сценарио и музику, као и мрачни хумор, визуелне ефекте и атмосферу. Остварио је зараду од око 207 милиона долара широм света и освојио Оскара за најбољу сценографију.

## Радња
Године 1799, полицијски иследник из Њујорка, Икабод Крејн, бива послат у село Слипи Холоу, чији мештани су се нашли на мети бруталних обезглављивања: убијени су богаташ и његов син, као и једна удовица. По доласку га дочекују повучени сеоски прваци — богати трговац Балтус ван Тасел, сеоски лекар Томас Ланкастер, свештеник Стинвик, нотар Џејмс Харденбрук и судија Самјуел Филипс. Икабод сазнаје да мештани верују како убица није нико други до немртви дух безглавог хесенског плаћеника из Америчког рата за независност, који јаше црног коња у потрази за својом изгубљеном главом.
Икабод почиње истрагу, скептичан према причама о натприродном. Одседа у дому Балтуса и његове супруге, Мери ван Тасел, и убрзо га привлачи њихова ћерка Катрина. Када падне и четврта жртва, Икабод узима под своје окриље покојниковог сина, младог Масбата. На основу савета судије Филипса, Икабод и Масбат ископавају тела жртава и откривају да је удовица била трудна; Икабод потом сведочи убиству судије Филипса од стране Безглавог коњаника. Он, Масбат и Катрина одлазе у западну шуму, где им врачара открива место Коњаниковог гроба — код „Дрвета мртвих”. Икабод ископава гроб и открива да је лобања нестала, закључујући да је неко украо лобању и да сада контролише Коњаника, те да је дрво портал у свет живих.
Те ноћи, Коњаник убија сеоску бабицу и њену породицу, као и Катрининог удварача Брома, када покуша да га заустави. Икабод почиње да сумња да су жртве повезане унутар завере. Он и Масбат посећују Харденбрука, који открива да се прва жртва, Питер ван Гарет, тајно оженио удовицом и написао нови тестамент у којем њој и њеном нерођеном детету оставља цело имање. Икабод закључује да су све жртве (осим Брома) били или наследници или сведоци тог новог тестамента, да особа која сада контролише Коњаника жели да елиминише све препреке на путу до наследства, као и да је у питању највероватније Балтус, рођак Ван Гарета.
Када открије оптужбу, Катрина пали доказе. Харденбрук извршава самоубиство, а Стинвик сазива збор грађана да би дискредитовао Икабода. Балтус упада на збор у цркви, објављујући да је Коњаник управо убио његову жену. Коњаник напада цркву, али не може да уђе. У хаосу, преостали прваци се окрећу једни против других: Стинвик и Ланкастер бивају убијени, а Коњаник копљем хвата Балтуса кроз прозор, извлачи га напоље и одсеца му главу.
Испрва верујући да Катрина контролише Коњаника, Икабод открива да је њен мистични цртеж, који је тумачио као призивање Коњаника, заправо заштитни симбол, и убрзо открива посмртну рану на телу „Мери ван Тасел”. Жива и здрава, Мери ван Тасел се открива Катрини и објашњава да заправо потиче из сиромашне породице коју је Ван Гарет пре много година протерао из њиховог дома, пошто је уместо њих дао предност Балтусу и Катрини. Заклела се на освету свима који су је повредили, обећавши се Сатани ако подигне Коњаника да је освети, и како би неометано преузела оба имања — Ван Гаретово и Ван Таселово. Лукаво се увукавши у домаћинство Ван Таселових, користила је страх, уцене и пожуду да увуче остале старешине у заверу. Елиминисала је све остале наследнике и сведоке — па чак убила и сопствену сестру, врачару, јер је помогла Икабоду — и сада призива Коњаника да убије Катрину.
Икабод и Масбат журе до ветрењаче док Коњаник стиже. После бега који резултира уништењем ветрењаче и потере до Дрвета мртвих, Икабод одузима лобању Мери ван Тасел и враћа је Коњанику, чиме разбија клетву и ослобађа га њене контроле. Повративши своју главу, Коњаник поштеди Катрину, отима Мери ван Тасел, даје јој крвав пољубац и враћа се у Пакао с њом у наручју. Икабод се враћа у Њујорк са Катрином и младим Масбатом.

## Улоге
| Глумац            | Улога                  |
| ----------------- | ---------------------- |
| Џони Деп          | Икабод Крејн           |
| Кристина Ричи     | Катрина ван Тасел      |
| Миранда Ричардсон | Мери ван Тасел         |
| Мајкл Гамбон      | Балтус ван Тасел       |
| Каспер ван Дин    | Бром ван Брунт         |
| Џефри Џоунс       | свештеник Стинвик      |
| Кристофер Вокен   | Безглави коњаник       |
| Кристофер Ли      | градоначелник          |
| Марк Пикеринг     | млади Масбат           |
| Ијан Макдермид    | др Томас Ланкастер     |
| Мајкл Гоф         | нотар Џејмс Харденбрук |
| Ричард Грифитс    | судија Самјуел Филипс  |
| Клер Скинер       | Бет Килијан            |
| Марк Сполдинг     | Џонатан Масбат         |
| Џесика Ојелово    | Сара                   |
| Тони Модсли       | Ван Рипер              |
| Алун Армстронг    | високи званичник       |
| Питер Гинис       | лорд Крејн             |
| Лиса Мари         | леди Крејн             |

## Награде
Филм је 2000. године освојио следеће награде:
- Оскар за најбољу сценографију,
- Награда БАФТА за најбољи дизајн продукције,
- Награда БАФТА за најбољу костимографију,
- Награда Сателит за најбољи звук,
- Награда Сателит за најбољу костимографију,
- Награда Сателит за најбољу кинематографију,
- Награда Сателит за најбољу оригиналну музику,
- Награда Сателит за најбољу сценографију и продукцијски дизајн,
- Награда Сатурн за најбољу глумицу,
- Награда Сатурн за најбољу музику,
- Награда Удружења сценографа за најбољу сценографију у дугометражном филму,
- Награда Удружења костимографа за најбољу костимографију у историјском или фантазијском филму.

## Занимљивости
- Икабод Крејн је у филму представљен као судски вештак, а у причи као учитељ.
- Цео град Слипи Холоу у коме се одвија велики број догађаја је направљен за три месеца.
- Западна шума где се крије Безглави коњаник је направљена у студију, тако да је екипа могла да контролише све метеоролошке услове на сету.
- Финална сцена на кочијама је снимана три недеље.
- Икабод Крејн и Катрина ван Тасел су стварно постојали.
- Џони Деп је сам одрадио целу сцену где га коњ Безглавог коњаника вуче кроз Западну шуму.
- Лијам Нисон, Бред Пит и Данијел Деј Луис су такође били разматрани за улогу Икабода Крејна.[5]